# Diemaco
Diemaco канадська оборонна компанія зі штаб-квартирою в Кітченері, Онтаріо, Канада, яка випускала гвинтівки Colt C7 за ліцензією компанії Colt. Її викупила компанія Colt Defense 20 травня 2005 року, за $18.2 млн. дол. США у компанії Héroux-Devtek Inc, яка в свою чергу придбала Diemaco в 2000 році.